# Wydawnictwa Uniwersytetu Warszawskiego
Wydawnictwa Uniwersytetu Warszawskiego (WUW) − wydawca akademicki specjalizujący się w publikowaniu prac naukowych. 
WUW wydają monografie, edycje źródłowe, podręczniki akademickie oraz czasopisma, a także serie książkowe. Autorami publikacji są zarówno pracownicy Uniwersytetu Warszawskiego, jak i badacze z innych ośrodków naukowych w kraju i za granicą. WUW wydają też przekłady prac obcojęzycznych wnoszących istotny wkład w rozwój nauki. Wiele tytułów oferują w otwartym dostępie.
WUW zatrudniają ok. 25 pracowników. Rocznie publikują ok. 200 tytułów. Siedziba wydawnictw mieści się w Warszawie przy ul. Smyczkowej 5/7. 

## Historia
Wydawnictwa istnieją od 1956 r. i są jednostką organizacyjną Uniwersytetu Warszawskiego, który został na mocy tzw. Księgi Carskiej powołany do życia w 1816 r. przez Aleksandra I Romanowa, króla Polski (Królestwa Kongresowego). Na początku swojego istnienia nosiły nazwę Działu Wydawnictw. W pewnym okresie obejmowały również Oddział Poligrafii. 

## Nagrody
Publikacje WUW wielokrotnie były nagradzane i wyróżniane w  konkursach takich jak m.in.: 
- na Najlepszą Książkę Akademicką i Naukową ACADEMIA
- o Nagrodę KLIO
- o Nagrodę im. Jana Długosza
- o Nagrodę GAUDEAMUS
- o Nagrodę im. Józefa A. Gierowskiego i Chonego Shmeruka.
- o Nagrodę im. prof. Jerzego Skowronka
- na Najtrafniejszą Szatę Edytorską Książki Naukowej
- na Najpiękniejszą Książkę Roku
- na Książkę Historyczną Roku.

Pełna lista nagród jest dostępna na stronie internetowej wydawnictwa.